# マーケットカレッジ 集まれ株仲間!
マーケットカレッジ 集まれ株仲間!（ - あつまれ かぶなかま）は、2009年4月1日より2012年3月30日まで日経ラジオ社（ラジオNIKKEI）でサイマル放送（第1放送、第2放送、インターネットラジオ、携帯電話）された株式情報番組である。

## 概要
1954年の開局以来、株式市況中継を専門的に手掛けて来た同局は、2波体制が整った1963年より、第1放送は東証株価市況、第2放送は大証・名証の株価市況と商品先物市況を分担して速報してきた。
バブル崩壊以降の株価長期低迷や、BSデジタル放送（ビー・エス・コミュニケーションズ）事業の失敗、インターネットを始めとする他メディアとの競合等の理由が輻輳して慢性的赤字に陥り、東証に支払う年間約2億円のオンライン株価情報使用料が経営上の重荷となったことから、個別全銘柄の速報値を扱う意味合いが薄れてきた事を理由に、2009年3月31日を以って株式市況中継から再撤退し、それに代わる株式解説・展望番組として開始した。
この措置に伴い、2006年4月1日の復活以後3年間続いていた第2放送での株式市況中継が再び廃止され、第1・第2両波がサイマル化された。東証アローズ等に設けられていた中継ブースやサテライトスタジオも閉鎖したため、赤坂の本社演奏所スタジオで社員アナウンサーと担当記者がモニターを見ながら、延々とフリートークで繋ぐ生放送形式になった。
なお、2011年3月に発生した東日本大震災による節電・省エネルギーのため、同年12月31日まで、暫時的に第2放送の平日の放送を休止していたが、2012年大発会があった1月4日より第2放送との同時放送を9ヶ月ぶりに再開した。
また、中央競馬が雨天・積雪・台風などによりやむを得ず平日代替開催が生じる場合は、当番組は第1放送のみとし、第2放送は競馬中継（「中央競馬実況中継」）を行う。

## 放送日時
いずれも休場日を除く月曜から金曜日。
- 前場キャスター（9:00 - 11:05[3]）
  - 月曜：和島英樹
  - 火・木・金曜：鎌田伸一
  - 水曜：今野浩明
  - 進行（月 - 金曜）：岸田恵美子
- 後場キャスター（12:30 - 15:05）
  - 月・金曜：今野浩明
  - 火・木曜：和島英樹
  - 水曜：鎌田伸一
  - 進行（月 - 金曜）：田中俊英